# 意大利文明宫

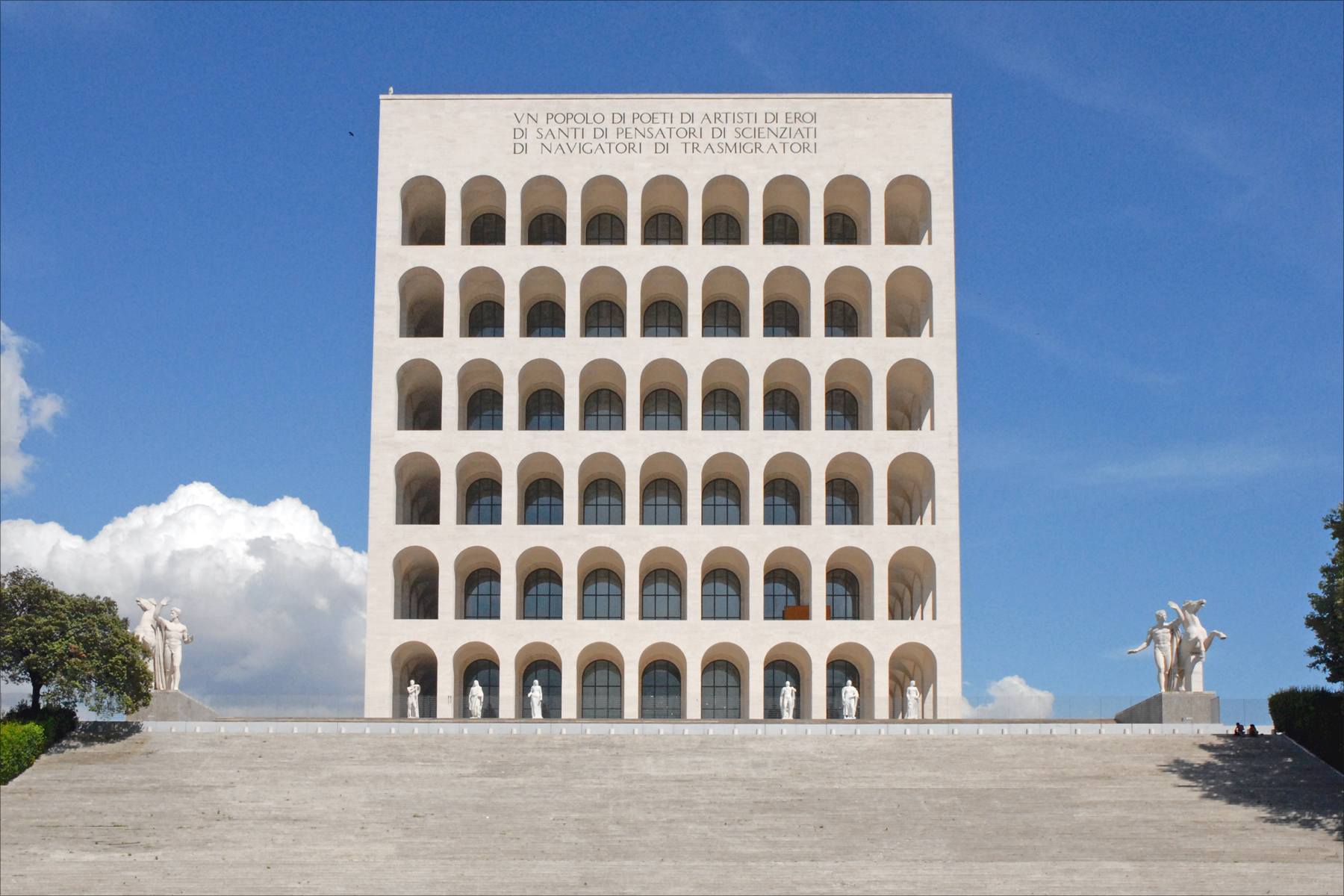

意大利文明宫（Palazzo della Civiltà Italiana）又名“方形角斗场”（Colosseo Quadrato），是罗马EUR区的一部分，是一座典型的法西斯建筑，由盖瑞尼、拉帕杜拉和罗马诺三位意大利建筑师设计于1937年，为1942年世界博览会期间的“罗马文明展”而建。由于展览取消，该建筑空置了十余年，直到1953年举办罗马1953年农业展。
该建筑共有六层，高50米，另方形基座高18米，建筑面积20.5万立方米，这座宫殿完全采用石灰华大理石装饰。在其四角是四尊骑马雕像。拱门下方有28尊约3.4米高的雕像，代表各种职业，如音乐、农业、哲学、商业、工业、考古学、天文学、历史、建筑、雕塑、数学、医学、地理、物理、诗歌等等。这些雕像完成于1942年，使用了卡拉拉大理石。
2015年以来，奢侈时尚品牌芬迪的总部设于此。